# Нокдим
Нокдим (ивр. נוקדים‎ или Эль-Давид) — поселение в Иудее, входящее в региональный совет Гуш-Эцион. Кфар-Эльдад располагается к югу от археологического парка Иродион, на высоте 580 м над уровнем моря.

## История
Поселение было основано в 1982 году выходцами из поселения Текоа, юго-восточнее города Вифлеем. Изначально поселение было названо Эль-Давид, в память о двух жителях Текоа: Давиде Розенфельде, убитом террористами 2 июля 1982 на Ирадионе и Элиягу (Эли) Фарсмане, солдате АОИ, погибшем 24 июня 1982 во время Первой Ливанской войны. Первоначальное поселение было там, где сегодня располагается поселение Кфар-Эльдад. Через деять[уточнить] лет проживания в караванах (домах-времянках), поселение переместилось на его сегодняшнее место — северный склон ущелья Текоа. К востоку от Нокдим открывается вид на Иудейскую пустыню и горы Моава, с северной части — вид на Ирадион, на юго-запад — Хевронские горы, а с южной стороны — обрыв ущелья Ткоа. Официальное название было изменено на Нокдим (пастухи овец). Название пришло из слов, которыми начинается книга пророка Амоса: «Слова Амоса, что был из скотоводов (нокдим) В Ткоа…»
На территории поселения располагается Мехина «Маген Шауль» (Щит Саула) (ивр. מכינה קדם-צבאית‎) — автономная единица специализированных учебных заведений ценностного неформального образования и довоенной подготовки в Израиле. Финансируются и поддерживаются Министерствами Образования и Обороны, а также Армией Обороны Израиля. Это учебное заведение принимает молодёжь на годичное обучение перед призывом в армию. Глава мехины — рав Итамар Коен.
В 2014 году была основана школа «Кедем», объединяющая в образовании, согласно духу поселения, и религиозных и светских.
В Нокдим действуют синагоги «Клаль Исраэль», а также синагоги сефардская и ашкеназская.
Ближайшими еврейскими соседями являются поселения Маале-Рехавам, Кфар-Эльдад, Сдэ-Бар и Текоа.

## Население
По данным Центрального статистического бюро Израиля, население на начало 2020 года составляло 2 383 человека.
Жителей поселения — как урождённые израильтяне так и репатрианты из США, Великобритании, Франции, Польши,Аргентины и стран бывшего Советского Союза. Подобно другим населенным пунктам восточного Гуш-Эциона, Нокдим — это смешанное поселение, где религиозные, соблюдающие традиции и светские, нерелигиозные евреи — живут вместе.

## Занятость и транспорт
В последние годы наблюдается существенный рост численности населения Нокдим. Это объясняется как строительством новых кварталов в поселении, так и новой дорогой, которая связывает поселения восточного Гуш-Эциона с иерусалимским кварталом Хар-Хома (Хомат-Шмуэль). Дорога сократила расстояние до Иерусалима до 12 км — примерно 10 минут на машине.
Среди жителей Нокдим — бывший министр обороны государства Израиль Авигдор Либерман, бывший депутат Кнессета Михаэль Горловский, гид и историк Влад Тельман.